# Danuta Hombek
Danuta Anna Hombek (ur. 1953) – polska bibliolog, bibliotekoznawczyni i historyk książki, profesor nauk humanistycznych, profesor zwyczajna Uniwersytetu Jana Kochanowskiego w Kielcach.

## Życiorys
W 1976 ukończyła studia z zakresu bibliotekoznawstwa i informacji naukowej na Uniwersytecie Wrocławskim. Doktoryzowała się w 1986 na Wydziale Filologicznym Uniwersytetu Jagiellońskiego na podstawie rozprawy zatytułowanej Reklama księgarsko-wydawnicza w czasopismach stanisławowskich, której promotorem był prof. Stanisław Grzeszczuk. Stopień doktora habilitowanego uzyskała w 1997 na Wydziale Filologicznym Uniwersytetu Wrocławskiego w oparciu o pracę pt. Wydawnictwa warszawskie Tadeusza Podleckiego w świetle publikacji reklamowych z lat 1785–1794. Studium bibliologiczne. Tytuł profesora nauk humanistycznych otrzymała 20 sierpnia 2002.
Związana z Akademią Świętokrzyską i Uniwersytetem Jana Kochanowskiego w Kielcach, na którym objęła stanowisko profesora zwyczajnego. W latach 2005–2007 była dyrektorem Instytutu Bibliotekoznawstwa i Dziennikarstwa na Wydziale Humanistycznym. Pracowała też na Uniwersytecie Jagiellońskim, Uniwersytecie Łódzkim, Uniwersytecie Wrocławskim i Wyższej Szkole Umiejętności im. Stanisława Staszica w Kielcach, w której pełniła funkcję dziekana Wydziału Nauk Humanistycznych.
Specjalizuje się w historii książki i prasy XVIII w. oraz kulturze polskiej tego okresu. Odznaczona Brązowym Krzyżem Zasługi (2005).

## Wybrane publikacje
- Reklama wydawnicza i księgarska w „Gazecie Warszawskiej” w latach 1764–1795, Kielce 1988.
- Wydawnictwa warszawskie Tadeusza Podleckiego w świetle publikacji reklamowych z lat 1785–1794. Studium bibliologiczne, Kielce 1997.
- Prasa i czasopisma polskie XVIII wieku w perspektywie bibliologicznej, Kraków 2001.
- Dzieje prasy polskiej. Wiek XVIII (do 1795 r.), Kielce 2016.